# Richard De Bodt
Richard De Bodt (Brussel, 26 februari 1908 – Sint-Gillis, 3 januari 1975) was een Vlaamse SS'er. Hij werd berucht als de 'beul van Breendonk'. Hij werd bij verstek ter dood veroordeeld door de krijgsraad van Mechelen op 7 mei 1946.

## Levensloop
Richard De Bodt was sluiswachter in het Brusselse. Voor de oorlog behoorde hij tot de fascistische Rex-beweging. Na de bezetting van België in 1940 werd hij lid van de Algemeene SS-Vlaanderen en van de NSDAP.

### Breendonk
De Bodt kwam aan in het Fort van Breendonk in de loop van de augustus 1942. Hij had toen de graad van SS-Rottenführer (korporaal) in de SD (Sicherheitsdienst). Vanaf het begin was hij de vertrouweling van de kampcommandant SS-Sturmbannführer Philipp Schmitt. Hij rapporteerde alles wat hij zag of vernam aan de kampcommandant.
Zoals de andere Vlaamse SS-werkopzichters stond hij onder rechtstreeks toezicht van de brutale SS-Untersturmführer Arthur Prauss. Deze aarzelde niet om hem in het zicht van alle gevangenen te vernederen door hem een oorveeg te geven als hij verkeerd telde op het appel. Op zijn beurt jutte Richard De Bodt de andere Vlaamse SS’ers op, in het bijzonder zijn kompaan Fernand Wyss, zodat ze elkaars gewelddadige neigingen nog versterkten.
Richard De Bodt was een corpulente, imposante man van 1,90 m. Maar hij was intelligent en geslepen. Samen met Prauss waren de Vlaamse SS'ers het brutale gezicht van het kamp waarmee de gevangenen geconfronteerd worden. Zij bleven dan ook hangen in het collectieve geheugen van de gevangenen. Spoedig beseften deze gevangenen dat De Bodt de gevaarlijkste SS’er was van het kamp. Richard De Bodt sloeg harder dan de rest en koos bij voorkeur de pijnlijkste plekken uit. Wyss zou zelf voor de rechtbank verklaren dat hij, samen met De Bodt en Felix Brusselaers, het wreedst was voor de gevangenen.
Bij verhuizing van De Bodt naar Willebroek probeerde een gevangene te ontsnappen. Hij werd gevat en afgemaakt met bajonetsteken, slagen met een geweerkolf en kogels.
De Bodt trad ook op in de folterkamer van het kamp, hoewel niet in de rol van folteraar. Hij ging, samen met Fernand Wyss, sadistisch te werk. In de winter van 1942-1943, toen het Duitse leger een nederlaag leed bij de slag om Stalingrad, koelde hij zijn woede op joodse gevangenen. Zij doodden ten minste een twintigtal Joden en twee Belgische gevangenen door hen te bevelen in de ijskoude gracht rond het kamp te gaan. Zij zonken weg in de modderige bodem en verdronken.
In een wreed spelletje, waarover licht verschillende versies bestaan, werd een gevangene getreiterd door hem in te graven tot aan zijn neus in een diepe put. Wanneer de gevangene het in doodsangst uitschreeuwde, werd hij eruit gegraven. Vier gevangenen voerden hem weg met een rolwagen, terwijl De Bodt met een gummiknuppel op de gevangenen sloeg. Bij een bocht sloeg de kar om en viel de eerste gevangene in het water. Toen hij eruit gehaald werd, bewoog hij niet meer. Het levenloze lichaam werd dan weggevoerd.
Samen met zijn kompaan Fernand Wyss is De Bodt verantwoordelijk voor de dood van vijf postbodes, die in Breendonk gevangen zaten wegens verzet tegen de bezetter. Hij was ook een der Vlaamse SS'ers die het genadeschot gaven aan de gefusilleerden op de executieplaats. Hij pronkte met de bloedsporen op zijn uniform en zweep tegenover de gevangenen.

### Vlucht naar Duitsland
Begin september 1944, bij het naderen van de geallieerde legers, sloegen de SS’ers op de vlucht naar Duitsland. De Bodt werd, samen met Brusselaers, naar de politieschool van Fürstenberg gestuurd en later de bij SS-Polizeibrigade Flandern ingedeeld. Men verloor dan elk spoor van hem tot einde 1944 toen hij als getuige optrad bij het huwelijk van een andere Breendonk-kompaan Edmond Cuyt. Hij werd daarna overgeplaatst naar de Divisie Langemarck.
In april 1945, een maand voor de capitulatie van nazi-Duitsland, besefte De Bodt dat Duitsland de strijd niet meer kon winnen en veranderde van kamp. Hij slaagde erin om zich als tolk aan te sluiten bij het Amerikaans leger. Zes weken later vestigde hij zich in Neurenberg samen met zijn vrouw en kind en veranderde zijn naam in Richard Verstraeten. Een voormalige Hongaarse SS'er meende hem, samen met Prauss, gezien te hebben in Hannover in februari 1947, maar dit is toch twijfelachtig. Hij vond werk als transporteur tot 1950. Daarna, hoe eigenaardig ook, nam hij dienst in het Franse bezettingsleger.
Het Belgisch gerecht slaagde er een hele tijd niet in De Bodt terug te vinden. Hij werd op 7 mei 1946 bij verstek ter dood veroordeeld door de krijgsraad van Mechelen voor moord of doodslag op vijftien gevangenen.
Men kwam De Bodt terug op het spoor in 1951. Hij probeerde naar België terug te keren onder zijn schuilnaam Richard Verstraeten. Op 2 juni 1951 verwittigde de procureur des Konings van Brugge het krijgsauditoraat van Antwerpen dat Richard Verstraeten in feite de ter dood veroordeelde Richard De Bodt is. Hij werd op 9 juli gearresteerd in de Franse bezettingszone en opgesloten in de gevangenis van Rastatt.

### Terug in België
Op 19 oktober 1951 werd De Bodt uitgeleverd aan België, nog gekleed in zijn Frans militair uniform.
Een halfjaar vroeger had de Belgische regering echter al beslist om geen executies meer uit te voeren. De doodstraffen werden omgezet in levenslange dwangarbeid waarbij een vervroegde vrijlating uitgesloten werd.
Derhalve werd de doodstraf van Richard De Bodt op 4 augustus 1952 omgezet in levenslange dwangarbeid. Tien dagen later werd Emile Van Coppenolle, de rijkswachtbevelhebber gedurende de oorlog en die in 1948 ook ter dood veroordeeld was, wel vervroegd vrijgelaten. De vaderlandslievende verenigingen, vriendenkringen van oud-gevangenen en oud-strijdersbonden schreeuwden hun verontwaardiging uit en eisten het ontslag van de minister van Justitie Joseph Pholien. Pholien zag zich verplicht om zijn ontslag aan te bieden aan de koning op 3 september 1952.
Richard De Bodt werd opgesloten in de gevangenis van Sint-Gillis en overleed er op 66-jarige leeftijd aan complicaties van diabetes.